# István Kelen
István Kelen (englisch Stephen Kelen) (* 21. März 1912 in Budapest, Königreich Ungarn; † 1. Mai 2003 in Sydney) war ein ungarischer Tischtennisspieler und Schriftsteller. Er wurde zweimal Weltmeister im Mixed.

## Ausbildung
Kelen wuchs in Budapest auf und besuchte dort die Schule. In dieser Zeit schrieb er erste Gedichte. Nach dem Schulabschluss studierte er Philosophie an der Karls-Universität in Prag. Damals war er bereits ein guter Tischtennisspieler. Daher trainierte er die Prager Universitätsmannschaft.

## Tischtenniskarriere
Von 1929 bis 1937 nahm er achtmal für Ungarn an Weltmeisterschaften teil. Dabei gewann er zweimal den Titel im Mixed, 1929 in Budapest mit Anna Sipos und 1933 in Baden bei Wien mit Mária Mednyánszky. Silber holte er zweimal im Doppel (1931 und 1933 jeweils mit Lajos Dávid) und zweimal im Mixed (1930 mit Anna Sipos und 1936 mit Mária Mednyánszky). Mit der ungarischen Mannschaft gewann er fünf Goldmedaillen.
1930 trat er bei den Internationalen Deutschen Meisterschaften in Hannover an. Hier siegte er im Doppel mit Lajos Dávid, im Mixed wurde er mit Anna Sipos Zweiter.
1936 veröffentlichte er das Buch Success at Table Tennis. 1993 wurde er in die ITTF Hall of Fame aufgenommen.

## Tournee durch Australien
Im August 1937 unternahm er eine mehrmonatige Tour durch Australien, das sich im Bereich Tischtennis noch im Entwicklungsstadium befand. Zusammen mit seinem ungarischen Mitspieler Miklós Szabados führte er Schaukämpfe und Freundschaftsspiele gegen Einheimische durch. Bei dieser Tour wurden die Australier auf den Shakehand-Griff aufmerksam. Zuvor hatten sie weitgehend den Penholder-Stil bevorzugt.
Dem Australien-Trip folgten Tourneen durch die ganze Welt. Später übersiedelten beide Ungarn endgültig nach Australien.

## Schriftsteller
Kurz vor dem Ausbruch des Zweiten Weltkriegs im Jahr 1939 zog er nach Australien. Hier trat er in die Armee als Freiwilliger ein, 1949 wurde er entlassen. Kelen anglisierte seinen christlichen Namen vom Ungarischen 'Istvan' zu 'Stephen', was zu dieser Zeit gebräuchlich war.
Seit dieser Zeit schrieb er Artikel in Zeitungen, u. a. in der BCON (British Commonwealth
Occupation News). Auch verfasste er Beiträge für Rundfunksendungen und Buchbesprechungen. Viele seiner Arbeiten wurden weltweit in englischsprachige Länder gesendet, einige wurden übersetzt auch in anderssprachige Länder übertragen. Nach dem Ungarischen Volksaufstand 1956 schrieb er einige Romane, die diesen thematisierten.
Von 1960 bis 1977 arbeitete er als Redaktionsleiter der Goodyear Australia Publications.
Sieben Bücher gab er in Australien heraus, darunter:
- Heed McGlarity – Mingay, Sydney 1945.
- Goshu – Horowitz, Sydney 1965.
- Uphill All the Way – Goodyear, Sydney 1974.
- I Remember Hiroshima – Hale and Iremonger, Sydney 1983.
- Freedom is a Rainbow – Sydney.

Nach 1983 begann er seine Autobiographie zu schreiben. 1986 wurde er mit dem Literaturpreis Medal of the Order of Australia ausgezeichnet.

## Mitgliedschaften
Kelen war Mitglied in
- Australian Journalists’ Association (Beginn vor dem Zweiten Weltkrieg)
- Australian Society of Authors
- Sydney Centre of International PEN – hier war er von 1975 bis 1985 Präsident

## Privat
1951 heiratete Kelen die australische Lehrerin Sylvia Steuart. Mit ihr hat er zwei Söhne, die beide schriftstellerisch tätig sind.

## Turnierergebnisse
| Verband | Veranstaltung     | Jahr | Ort      | Land | Einzel        | Doppel        | Mixed     | Team |
| ------- | ----------------- | ---- | -------- | ---- | ------------- | ------------- | --------- | ---- |
| HUN     | Weltmeisterschaft | 1937 | Baden    | AUT  | letzte 64     | letzte 32     | letzte 16 |      |
| HUN     | Weltmeisterschaft | 1936 | Prag     | TCH  | letzte 32     | Viertelfinale | Silber    | 3    |
| HUN     | Weltmeisterschaft | 1935 | Wembley  | ENG  | letzte 16     | Halbfinale    | letzte 32 | 1    |
| HUN     | Weltmeisterschaft | 1933 | Baden    | AUT  | letzte 16     | Silber        | Gold      | 1    |
| HUN     | Weltmeisterschaft | 1932 | Prag     | TCH  | letzte 128    | Viertelfinale | letzte 32 | 2    |
| HUN     | Weltmeisterschaft | 1931 | Budapest | HUN  | letzte 32     | Silber        | letzte 16 | 1    |
| HUN     | Weltmeisterschaft | 1930 | Berlin   | FRG  | Halbfinale    | Viertelfinale | Silber    | 1    |
| HUN     | Weltmeisterschaft | 1929 | Budapest | HUN  | Viertelfinale | Viertelfinale | Gold      | 1    |